# Graptoppia quathlambae
Graptoppia quathlambae är en kvalsterart som först beskrevs av Kok 1967.  Graptoppia quathlambae ingår i släktet Graptoppia och familjen Oppiidae. Inga underarter finns listade i Catalogue of Life.